# 刘佐乡
刘佐乡，是中华人民共和国湖北省黄冈市黄梅县下辖的一个乡镇级行政单位。

## 行政区划
刘佐乡下辖以下地区：
段窑村、滨江村、梅中垸村、新农村、梅花屋村、梅祠堂村、占圩村、胡营村、费垸村、杨西垸村、杨东垸村、石流港村和宏星村。